# Crasville (Manche)
Crasville és un municipi francès situat al departament de la Manche i a la regió de Normandia. L'any 2007 tenia 242 habitants.

## Demografia

### Població
El 2007 la població de fet de Crasville era de 242 persones. Hi havia 100 famílies de les quals 28 eren unipersonals (12 homes vivint sols i 16 dones vivint soles), 28 parelles sense fills, 40 parelles amb fills i 4 famílies monoparentals amb fills.
La població ha evolucionat segons el següent gràfic:
Habitants censats

### Habitatges
El 2007 hi havia 146 habitatges, 99 eren l'habitatge principal de la família, 35 eren segones residències i 13 estaven desocupats. 136 eren cases i 9 eren apartaments. Dels 99 habitatges principals, 76 estaven ocupats pels seus propietaris i 22 estaven llogats i ocupats pels llogaters; 5 tenien dues cambres, 11 en tenien tres, 20 en tenien quatre i 62 en tenien cinc o més. 73 habitatges disposaven pel capbaix d'una plaça de pàrquing. A 42 habitatges hi havia un automòbil i a 47 n'hi havia dos o més.

### Piràmide de població
La piràmide de població per edats i sexe el 2009 era:
| Homes | Edats   | Dones |
| ----- | ------- | ----- |
| 0     | 95 o +  | 0     |
| 0     | 90 a 94 | 0     |
| 0     | 85 a 89 | 4     |
| 4     | 80 a 84 | 0     |
| 4     | 75 a 79 | 4     |
| 8     | 70 a 74 | 12    |
| 8     | 65 a 69 | 8     |
| 8     | 60 a 64 | 12    |
| 4     | 55 a 59 | 0     |
| 16    | 50 a 54 | 8     |
| 8     | 45 a 49 | 8     |
| 8     | 40 a 44 | 8     |
| 12    | 35 a 39 | 12    |
| 12    | 30 a 34 | 4     |
| 4     | 25 a 29 | 8     |
| 4     | 20 a 24 | 4     |
| 8     | 15 a 19 | 8     |
| 0     | 10 a 14 | 8     |
| 4     | 5 a 9   | 8     |
| 4     | 0 a 4   | 4     |

## Economia
El 2007 la població en edat de treballar era de 154 persones, 111 eren actives i 43 eren inactives. De les 111 persones actives 104 estaven ocupades (63 homes i 41 dones) i 7 estaven aturades (2 homes i 5 dones). De les 43 persones inactives 14 estaven jubilades, 16 estaven estudiant i 13 estaven classificades com a «altres inactius».

### Ingressos
El 2009 a Crasville hi havia 101 unitats fiscals que integraven 251 persones, la mediana anual d'ingressos fiscals per persona era de 16.231 €.

### Activitats econòmiques
Dels 4 establiments que hi havia el 2007, 1 era d'una empresa de construcció, 1 d'una empresa de transport, 1 d'una empresa d'hostatgeria i restauració i 1 d'una entitat de l'administració pública.
Dels 3 establiments de servei als particulars que hi havia el 2009, 1 era una funerària, 1 paleta i 1 restaurant.
L'any 2000 a Crasville hi havia 18 explotacions agrícoles que ocupaven un total de 576 hectàrees.

## Poblacions més properes
El següent diagrama mostra les poblacions més properes.